# Drepanornis
Drepanornis – rodzaj ptaków z rodziny cudowronek (Paradisaeidae).

## Zasięg występowania
Rodzaj obejmuje gatunki występujące na Nowej Gwinei.

## Morfologia
Długość ciała samców 35 cm, samic 33–34 cm; masa ciała samców 103–164 g, samic 92–207 g.

## Systematyka
Rodzaj zdefiniował w 1873 roku brytyjski zoolog Philip Lutley Sclater, nadając mu nazwę Drepanephorus, jednak zważywszy, że nazwa ta była zajęta dla wymarłego rodzaju ryb chrzęstnoszkieletowych, który opisał w 1872 roku brytyjski paleontolog Philip de Malpas Grey Egerton, Sclater w tym samym roku nadał rodzajowi ptaków nową nazwę – Drepanornis. Gatunkiem typowym rodzaju jest pyszałek czarnodzioby (Drepanornis albertisi).

### Etymologia
- Drepanephorus (Drepanophorus): gr. δρεπανη drepanē „sierp”, od δρεπω drepō „rwać”; -φορος -phoros „noszący”, od φερω pherō „nosić”[8].
- Drepanornis: gr. δρεπανη drepanē „sierp”, od δρεπω drepō „rwać”; ορνις ornis, ορνιθος ornithos „ptak”[9].
- Drepananax: gr. δρεπανη drepanē „sierp”, od δρεπω drepō „rwać”; αναξ anax, ανακτος anaktos „pan, władca”[10]. Typ nomenklatoryczny: Drepanornis bruijni Oustalet, 1880.

### Podział systematyczny
Do rodzaju należą następujące gatunki:
- Drepanornis albertisi (P.L. Sclater, 1873) – pyszałek czarnodzioby
- Drepanornis bruijnii Oustalet, 1880 – pyszałek jasnodzioby